# Erik Carroll
Erik Carroll (20 agosto 1996) è un ex calciatore bahamense, di ruolo portiere.

## Carriera

### Club
Nel 2015 ha firmato un contratto con lo United, squadra della BFA Senior League.

### Nazionale
Ha debuttato in nazionale il 29 marzo 2015 nella partita Bermuda-Bahamas (3-0), valevole per le qualificazioni ai Mondiali 2018.